# Ultranova
Pour plus de détails, voir Fiche technique et Distribution.
Ultranova est un film belge réalisé par Bouli Lanners sorti en 2005.

## Synopsis
Dimitri,Vincent Lecuyer, de nature taciturne comme ce paysage liégeois où il vend des maisons avec deux collègues aussi décalés que lui, s'emmerde autant qu'eux. Ensuite il y a Jeanne (Marie du Bled) et Cathy (Hélène de Reymaeker) qui, intriguées par la conduite pour le moins étrange de Dimitri, viennent compléter ce tableau aux couleurs délavées où la tristesse laisse parfois transpercer un éclat de rire.

## Fiche technique
- Titre : Ultranova
- Réalisation : Bouli Lanners
- Scénario : Bouli Lanners et Jean-François Lemaire
- Photographie : Jean-Paul de Zaetijd
- Montage : Ewin Ryckaert
- Musique : Jarby McCoy
- Costumes : Élise Ancion
- Maquillage : Lisa Schonker, Dominique Binder, Pascal Joris

- Dates de sortie : 
  -  Belgique : 27 avril 2005
  -  France : 11 mai 2005
  -  Pays-Bas : 29 septembre 2005
  -  Royaume-Uni : 16 décembre 2005
  -  Allemagne : 5 janvier 2006

## Distribution
- Vincent Lecuyer : Dimitri
- Marie du Bled : Jeanne
- Hélène de Reymaeker : Cathy
- Michaël Abiteboul : Phil
- Vincent Belorgey : Verbrugghe
- Ingrid Heiderscheidt : la serveuse enceinte
- Alexandra Marotta : la deuxième serveuse
- Serge Larivière : l'auto-stoppeur
- Georges Siatidis : le responsable des plantes
- Philippe Grand'Henry : l'homme au chien
- Viviane Robert : la mère de Cathy
- Philippe Ménage : le moniteur de conduite-défense
- Rudy Toorop : l'organiste au funérarium
- Julie Ghanet : la veuve de Verbrugghe
- Viviane Becha : la mère de Dimitri
- Pol Deranne : le père de Dimitri
- Éric Godon : le patron

## Autour du film
- Ce film été tourné dans la région de Liège entre février et avril 2004.

## Distinctions

### Sélections
- Berlinale 2005 : CICAE Awart (Cinémas d'Art et Essai Award)[1]
- Festival de Gijón : Grand Prix Asturias

### Nominations
- Prix Joseph Plateau : Meilleur réalisateur belge, meilleure actrice et meilleure cinématographie